# Victor Dolipschi
Victor Dolipschi (Bucarest, 19 ottobre 1950 – Bucarest, 19 gennaio 2009) è stato un lottatore rumeno, specializzato nella lotta greco-romana.

## Palmarès

### Olimpiadi
- 2 medaglie:
  - 2 bronzi (Monaco di Baviera 1972 nei +100 kg; Los Angeles 1984 nei +100 kg)

### Europei
- 2 medaglie:
  - 2 bronzi (Katowice 1972 nei +100 kg; Bursa 1977 nei +100 kg)